# 铁椤
铁椤（学名：Amoora tsangii）为楝科崖摩属下的一个种。